# Даитбеков, Шамиль
Шамиль Даитбеков (25 сентября 1969, Махачкала, Дагестанская АССР, РСФСР, СССР) — российский борец вольного стиля, призёр чемпионатов России.

## Биография
Вольной борьбой занимается с 12 лет. Является воспитанником махачкалинского «Динамо». В 1993, 1995 и 1996 годах становился бронзовым призёром чемпионатов России. Победитель VII-го Международного турнира Гран-при «Иван Ярыгин» (1996), по вольной борьбе. В 1996 году участвовал на чемпионате Европы, где занял 5 место. Аварец по национальности.

## Достижения
- Чемпионат России по вольной борьбе 1993 — ;
- Чемпионат России по вольной борьбе 1995 — ;
- Чемпионат Европы по борьбе 1996 — 5;
- Чемпионат России по вольной борьбе 1996 — ;
- Гран-при Ивана Ярыгина 1996 — ;

## Личная жизнь
Окончил колледж строительства и дизайна в Махачкале.